# Liste der Baudenkmale in Wolfsburg-Neuhaus-Reislingen
In der Liste der Baudenkmale in Wolfsburg-Neuhaus-Reislingen sind alle Baudenkmale der niedersächsischen Ortschaft Wolfsburg-Neuhaus-Reislingen aufgelistet. Die Quelle der  Baudenkmale ist der Denkmalatlas Niedersachsen. Der Stand der Liste ist der 26. März 2021.

## Allgemein
In den Spalten befinden sich folgende Informationen:
- Lage: die Adresse des Baudenkmales und die geographischen Koordinaten. Kartenansicht, um Koordinaten zu setzen. In der Kartenansicht sind Baudenkmale ohne Koordinaten mit einem roten Marker dargestellt und können in der Karte gesetzt werden. Baudenkmale ohne Bild sind mit einem blauen Marker gekennzeichnet, Baudenkmale mit Bild mit einem grünen Marker.
- Bezeichnung: Bezeichnung des Baudenkmales
- Beschreibung: die Beschreibung des Baudenkmales. Unter § 3 Abs. 2 NDSchG werden Einzeldenkmale und unter § 3 Abs. 3 NDSchG Gruppen baulicher Anlagen und deren Bestandteile ausgewiesen.
- ID: die Objekt-ID des Baudenkmales
- Bild: ein Bild des Baudenkmales, ggf. zusätzlich mit einem Link zu weiteren Fotos des Baudenkmals im Medienarchiv Wikimedia Commons. Wenn man auf das Kamerasymbol klickt, können Fotos zu Baudenkmalen aus dieser Liste hochgeladen werden:

## Neuhaus

### Gruppe baulicher Anlagen
| Lage                         | Bezeichnung       | Beschreibung                                                                                 | ID       | Bild |
| ---------------------------- | ----------------- | -------------------------------------------------------------------------------------------- | -------- | ---- |
| 52° 24′ 50″ N, 10° 51′ 35″ O | Hofanlage Neuhaus | Offene Anlage der ehemaligen Domänenteilung mit Wohnhaus, Scheune und Stall, erbaut um 1940. | 34201763 | BW   |

### Einzeldenkmale
| Lage                                          | Bezeichnung   | Beschreibung | ID       | Bild           |
| --------------------------------------------- | ------------- | --- | -------- | -------------- |
| Am Seeteich 1 52° 24′ 49″ N, 10° 51′ 34″ O    | Wohnhaus      | Wohnhaus der ehemaligen Domänenteilung, erbaut um 1940.                                                                                            | 34259278 | BW             |
| Am Seeteich 1 A 52° 24′ 49″ N, 10° 51′ 36″ O  | Stall         | Stall der ehemaligen Domänenteilung, erbaut um 1940.                                                                                               | 34259330 | BW             |
| Am Seeteich 1 B 52° 24′ 50″ N, 10° 51′ 36″ O  | Scheune       | Scheune der ehemaligen Domänenteilung, erbaut um 1940.                                                                                             | 34259306 | BW             |
| Burgallee 2 52° 24′ 56″ N, 10° 51′ 23″ O      | Burg Neuhaus  | Geschlossene Vierseitanlage, im Kern (heutige Außenmauern und Burgfried) erbaut 1372, Umbauten im 16./17. Jahrhundert und 1930er/1950er Jahre.     | 34259424 | Weitere Bilder |
| Burgallee 4 52° 24′ 55″ N, 10° 51′ 21″ O      | Verwalterhaus | Teil der ehemaligen Domäne, Wohnhaus des Verwalters, Erdgeschoss in Sandstein, wohl 18. Jahrhundert, Obergeschoss in Fachwerk aufgestockt um 1935. | 34259481 | BW             |
| Burgallee 6 52° 24′ 53″ N, 10° 51′ 23″ O      | Domäne        | Ursprünglich wohl Vorwerk der Burg, später als Hof Teil der Domäne, Gebäude aus den 1930er Jahren                                                  | 34259454 | BW             |
| Burgallee 8 / 10 52° 24′ 53″ N, 10° 51′ 25″ O | Burg Neuhaus  | Teil des ehemaligen Wirtschaftshofes, im Kern 18. Jahrhundert                                                                                      | 34259506 | BW             |

## Reislingen

### Einzeldenkmale
| Lage                                              | Bezeichnung | Beschreibung | ID       | Bild |
| ------------------------------------------------- | ----------- | --- | -------- | ---- |
| Hauptstraße 36 52° 25′ 21″ N, 10° 50′ 14″ O       | Wohnhaus    | Zweigeschossiger Fachwerkbau, Teil einer Hofanlage. | 34260652 | BW   |
| Kantor-Wurm-Straße 5 52° 25′ 16″ N, 10° 50′ 25″ O | Wohnhaus    | Kleiner zweigeschossiger Fachwerkbau, 1. Hälfte 19. Jahrhundert | 34260749 | BW   |
| Sandkrug 1 52° 25′ 10″ N, 10° 50′ 52″ O           | Stall       | | 34260676 | BW   |
| Zum Wiesengarten 2 52° 25′ 21″ N, 10° 50′ 12″ O   | Scheune     | In der Straßenflucht gelegener Bruchsteinbau, erbaut 1868 (laut Inschrift von Gebhard von der Schulenburg Nord-Steimke, Sohn von Werner von der Schulenburg-Wolfsburg). | 34260700 |      |
| Zum Wiesengarten 4 52° 25′ 22″ N, 10° 50′ 10″ O   | Wohnhaus    | Zweigeschossiger Fachwerkbau, Teil einer ehemaligen Hofanlage, erbaut 1865 (Inschrift)                                                                                  | 34260725 | BW   |